# Frederik d. VIII's Lig føres fra Hotel "Hamburger Hof"
Frederik d. VIII's Lig føres fra Hotel "Hamburger Hof" er en dansk dokumentarisk optagelse fra 1912 produceret af Nordisk Films Kompagni.